# Siorapaluk
Siorapaluk és un nucli de població de Groenlàndia (municipalitat de Qaanaaq). L'1 de gener del 2024 tenia 35 habitants. És una de les poblacions més septentrionals del món, i de fet és la més septentrional si no es tenen en compte poblacions "artificials" com ara bases militars, estacions de recerca i nuclis similars. S'hi parla Inuktun i Kalaallisut.